# Vieux Domaine
Le Vieux Domaine est une ancienne plantation coloniale de l'île de La Réunion, département et région d'outre-mer français dans le sud-ouest de l'océan Indien. Situé dans le quartier Mahavel de Saint-Pierre, à la Ravine des Cabris, il était autrefois consacré à la culture du caféier. Il est aujourd'hui valorisé comme lieu de visite.

## Histoire
Le Vieux Domaine est une plantation qui s’étendait sur près de 300 ha. Sur les parties basses, les esclaves cultivaient maïs et diverses plantes et, dans la grande partie médiane, le café. Le premier propriétaire, Gabriel Kerveguen, y recevait ses convives pour des parties de chasse.
Le domaine a ensuite appartenu aux familles Hibon, Burel, Baillife.
Aujourd'hui lieu touristique, la minoterie du domaine, datant de 1850 et ayant fonctionné jusqu'en 1967 a été restaurée afin de reprendre son activité de meunerie. Les travaux ont été financés en partie par la Fondation du patrimoine. Un village des engagés malgaches a également entièrement été restauré et un musée de la vie quotidienne a ouvert dans l'ancien « parc à esclaves ».